# Institut régional des techniques documentaires
L’Institut régional des techniques documentaires (IRTD) a été créé en 1984 par la Chambre de commerce et d'industrie de Rouen, en partenariat avec l'Institut national des techniques de la documentation (INTD).
Situé à Rouen, rue du Tronquet, il est rattaché à l'Institut de Formations par Alternance (IFA) Marcel-Sauvage. 
L'IRTD propose une formation en documentation d'entreprise par alternance, validée par une licence professionnelle, niveau bac + 3 (arrêtés du 10 octobre 2000 et 25 octobre 2002). L'IRTD a formé plus de 1500 stagiaires en près de 40 ans.
Les anciens élèves se retrouvent au sein de l’Association des diplômés de l'Institut national des techniques de la documentation (AINTD).     